# Мистакидис, Яннис
Яннис Мисаткидис (греч. Γιάννης Μυστακίδης; 7 декабря 1994, Солоники, Греция) — греческий футболист, вигер клуба «Пансерраикос».

## Клубная карьера
Мистакидис — воспитанник немецких клубов «Хоффенхайм», «Вальдхоф» и «Фрайбург». В 2014 году Яннис вернулся на родину, где стал игроком клуба «Пиерикос». 12 октября 2104 года в матче против «Ираклиса» он дебютировал в Первой лиге Греции. В начале 2015 года в поединке против «Ираклиса» Яннис забил свой первый гол за «Пиерикос». Летом того же года Мистакидис подписал контракт с ПАОКом. 16 июля в отборочном поединке Лиги Европы против хорватского «Локомотива» Яннис дебютировал за новый клуб. 23 августа в матче против «Ксанти» он дебютировал в греческой Суперлиге. 30 ноября в поединке против «Каллони» Яннис забил свой первый гол за ПАОК. В 2017 году он помог клубу завоевать Кубок Греции.
В начале 2018 года Мистакидис на правах аренды перешёл в «Панатинаикос». 3 февраля в матче против «Панетоликоса» он дебютировал за новую команду.

## Достижения
Командные
 ПАОК
- Обладатель Кубка Греции — 2016/2017